# Ildebrando D’Arcangelo
Ildebrando D’Arcangelo (ur. w 1969 w Pescarze) – włoski śpiewak operowy, bas baryton.
Studia muzyczne rozpoczął w 1985 roku w konserwatorium w rodzinnej Pescarze. Później uczył się u Paride Venturiego w Bolonii. Na scenie debiutował w 1991 roku w operze Mozarta „Così fan tutte”. Od tego czasu regularnie występuje w europejskich teatrach operowych, między innymi w mediolańskiej La Scali, Wiener Staatsoper, madryckim Teatro Real, londyńskim Covent Garden, paryskiej Opéra Bastille. W 1994 roku debiutował w Metropolitan Opera w Nowym Jorku jako Masetto w „Don Giovannim”. W późniejszych latach gościł tam śpiewając między innymi partie Leporella (1997) i Figara (1999).
Współpracował z tak znanymi dyrygentami jak Claudio Abbado, John Eliot Gardiner, Walerij Giergijew, Bernard Haitink, Nikolaus Harnoncourt, Christopher Hogwood, René Jacobs, Riccardo Muti, Seiji Ozawa czy Georg Solti.

## Role operowe
- Alidoro – Kopciuszek (Gioacchino Rossini)
- Figaro i Almaviva – Wesele Figara (Wolfgang Amadeus Mozart)
- Bajazet – Bajazet (Antonio Vivaldi)
- Bartolo, Don Basilio – Cyrulik sewilski (opera) (Gioacchino Rossini)
- Colline – Cyganeria (Giacomo Puccini)
- Hrabia Rodolfo – Lunatyczka (Vincenzo Bellini)
- Don Alfonso i Gugliemo – Così fan tutte (Wolfgang Amadeus Mozart)
- Don Giovanni, Masetto i Leporello – Don Giovanni (Wolfgang Amadeus Mozart)
- Dulcamara – Napój miłosny (Gaetano Donizetti)
- Escamillo – Carmen (Georges Bizet)
- Selim – Turek we Włoszech (Gioacchino Rossini)
- Mefistofeles – Faust (Charles Gounod)
- Ferrando – Trubadur (Giuseppe Verdi)
- Attila – Attila (Giuseppe Verdi)
- Jacopo Fiesco – Simon Boccanegra (Giuseppe Verdi)
- Don Pasquale – Don Pasquale (Gaetano Donizetti)
- Enrico VIII – Anna Bolena (Gaetano Donizetti)
- Don Ruy Gomez de Silva – Ernani (Giuseppe Verdi)
- Mustafa – Włoszka w Algierze (Gioacchino Rossini)

## Dyskografia

### CD
Płyty solowe
- Handel Arias. (Deutsche Grammophon, 2009)
- Mozart Arias. (Deutsche Grammophon, 2011)[1]

Opery
- Bellini: La sonnambula (L’Oiseau-Lyre, 2009), dyr. Alessandro De Marchi.
- Mozart: Don Giovanni (Deutsche Grammophon, 1995), dyr. John Eliot Gardiner.
- Mozart: Don Giovanni (Deutsche Grammophon, 1998), dyr. Claudio Abbado.
- Mozart: Don Giovanni (Deutsche Grammophon, 2012), dyr. Yannick Nézet-Séguin.
- Mozart: Le nozze di Figaro (Deutsche Grammophon, 1996), dyr. Claudio Abbado.
- Mozart: Le nozze di Figaro (Deutsche Grammophon, 2007), dyr. Nikolaus Harnoncourt.
- Puccini: La bohème (Decca, 1999), dyr. Riccardo Chailly.
- Puccini: Tosca (Decca, 2003), dyr. Zubin Mehta
- Rossini: Armida (Sony, 1994), dyr. Daniele Gatti
- Rossini: Bianca e Falliero (Opera Rara, 2001), dyr. David Parry
- Rossini: Otello (Opera Rara, 2000), dyr. David Parry.
- Rossini: Semiramide (Nightingale Classics, 2006), red. Marcello Panni.
- Rossini: Stabat Mater (EMI Classics, 2010), dyr. Antonio Pappano.
- Verdi: I Lombardi alla prima crociata (Decca, 1997), dyr. James Levine.
- Verdi: Messa da Requiem (RCA Victor, 2005), dyr. Nikolaus Harnoncourt.
- Verdi: Requiem (Philips, 2011), dyr. Walerij Giergijew.
- Verdi: Otello (Deutsche Grammophon, 1994), dyr. Myung-Whun Chung.
- Verdi: Rigoletto (Deutsche Grammophon, 1998), dyr. James Levine.
- Verdi: Il trovatore (EMI Classics, 2002), dyr. Antonio Pappano.
- Vivaldi: Bajazet (Virgin Classics, 2005), dyr. Fabio Biondi.
- Vedrdi: Don Carlo (Philips, 1997), dyr. Bernard Haiting

Udział w nagraniach innych wykonawców
- Bel Canto – Donizetti, Bellini, Rossini. (Deutsche Grammophon, 2009)
- Bell Canto Portrait (Opera Rara, 2001) dyr. David Parry
- Bravo Domingo (Dg Doube, 1998)
- Truly Domingo (Deutsche Grammophon, 2006)
- Placido Domingo – The Opera Collection (Deutsche Grammophon, 2011)
- Roberto Alagna – Viva L’opera! (Deutsche Grammophon, 2007)
- Thomas Hampson – Autograph (Warner Classics, 2015)
- Andrea Bocelli – The Complete Opera Edition [18 CD-Set] (Decca, 2012)

Kompilacje wcześniejszych nagrań, składanki
- Mozart: Operas – Excerpts / John Eliot Gardiner (Archiv Produktion (Dg), 2009)
- Tyrants And Lovers (Opera Rara, 2002)
- The Dream Cast – Puccini: La Bohème (Decca, 2002)
- Sogno Talor... Special Collection Celebrating 25 Years (Opera Rara, 2003)
- The Very Best Of Vivaldi (Virgin Classics, 2006)
- Mozart 111 (55-CD Set) (Deutsche Grammophon, 2012)
- Vedri: The Great Operas: (35- CD’s) (Emi Classics, 2013)
- The History of Classical Music in 24 Hours (Dg Deutsche Grammophon, 2015)
- The Florilegium Series – Classical & Early Romantic (L’oiseau Lyre, 2015)
- Verdi: The Complete Works (Decca, 2016)

### DVD
- Don Giovanni. Wolfgang Amadeus Mozart (Salzburg Festival; Decca, 2007)
- Wesele Figara. Wolfgang Amadeus Mozart (Salzburg Festival; Deutsche Grammophon, 2007)
- Napój miłosny. Gaetano Donizetti (Vienna State Opera; Erato, 2007)
- Carmen. Georges Bizet (Covent Garden; Decca, 2008)
- Don Giovanni. Wolfgang Amadeus Mozart (Theater An der Wien; Arthaus Musik, 2009)
- Mozart: Complete Operas (33 DVD’s) (Salzburg Festival; Deutsche Grammophon, 2010)
- Purytanie. Vivcenzo Bellini (Teatro Comunale di Bologna; Decca, 2010)
- Anna Bolena. Geatano Dionizetti (Vienna State Opera; Deutsche Grammophon, 2011)
- Mozart: Da Ponte Operas (Salzburg Festival; Euroarts, 2011)
- Wesele Figara. Wolfgang Amadeus Mozart (Milan Teatro alla Scala; Arthaus Music, 2011)
- Wiener Staatsoper Live – Mozart, Verdi, Massenet (Vienna State Opera; Arthaus Music, 2013)
- Teatro alla Scala: Opera Classics – Mozart, Donizetti, Verdi [4-DVD Set] – (Arthaus Music, 1013)
- Don Giovanni. Wolfgang Amadeus Mozart (Taetro la Fenice; C Major, 2014)
- Napój Miłosny. Geatano Donizetti (Deutsche Grammophon, 2014)
- Anna Netrebko – Live from the Salzburg Festival (Salzburg Festival; Deutsche Grammophon, 2014)
- Wesele Figara. Wolfgang Amadeus Mozart (Milan Teatro alla Scala; Arthaus Music, 2015 (wznowione wydanie z 2011))
- Don Giovanni. Wolfgang Amadeus Mozart (Salzburg Festival; Euroarts, 2015)